# West Bloomfield Township
West Bloomfield Township, officiellement appelé en anglais : Charter Township of West Bloomfield, (souvent appelé simplement West Bloomfield[réf. souhaitée]) est un township situé dans l’État du Michigan, aux États-Unis. C'est une banlieue de Détroit. Sa population est de 64 860 habitants.

## Personnalités liées
- Rucka Rucka Ali (né en 1987), rappeur, humoriste et animateur de radio américain